# International Mountain Society
L'International Mountain Society (IMS) è una società di ricerca scientifica che si occupa della diffusione di informazioni sulla ricerca e lo sviluppo della montagna in tutto il mondo, ma soprattutto nelle regioni in via di sviluppo. L'International Mountain Society è titolare del diritto d'autore e coeditore, insieme all'Università delle Nazioni Unite (UNU), della rivista trimestrale Mountain Research and Development (MRD). L'International Mountain Society è stata costituita a Boulder in Colorado, nel 1980. Dal 2000 la sua sede è a Berna in Svizzera. L'adesione all'International Mountain Society, che include l'abbonamento alla Mountain Research and Development, è a disposizione di singoli individui e organizzazioni.

## Finalità
La missione dell'International Mountain Society e della sua rivista, Mountain Research and Development, è "cercare un migliore equilibrio tra ambiente montano, sviluppo delle risorse e benessere delle popolazioni montane". Lo scopo pratico dell'International Mountain Society era quello di fornire un mezzo per la collaborazione con l'Università delle Nazioni Unite nella pubblicazione di una nuova rivista di ricerca e di studio applicato alla montagna. L'intento era quello di costruire sulla base degli impegni in espansione di un certo numero di istituzioni internazionali che stavano iniziando a rispondere ai problemi percepiti e diffusi che le montagne e le popolazioni montane del mondo si trovano ad affrontare.

## Storia
La Società Internazionale della Montagna (International Mountain Society) è nata dalla collaborazione multidisciplinare dei partecipanti al programma sull'uomo e la biosfera dell’UNESCO (abbreviato in MAB), in particolare al progetto MAB 6 (studio dell'impatto delle attività umane sugli ecosistemi montani). L'International Mountain Society e la nuova rivista Mountain Research and Development sono stati sostenuti finanziariamente e intellettualmente dall'Università delle Nazioni Unite, dalla Arbeitsgemeinschaft für Hochgebirgsforschung, dall'UNESCO, dalla commissione di geoecologia d'alta quota dell'Unione geografica internazionale (IGU), dal Programma delle Nazioni Unite per l'ambiente (UNEP) e dall'Unione internazionale per la conservazione della natura e delle risorse naturali (IUCN). I fondamenti intellettuali comprendono il concetto di riserva della biosfera che è stato applicato dall'UNESCO per promuovere la ricerca, la formazione e la conservazione dei pool genetici in aree designate, così come l'approccio dell'Università delle Nazioni Unite alla ricerca in montagna che ha sottolineato l'importanza dei sistemi interattivi di pianura e dell’altopiano.
L'impulso specifico per la fondazione dell'International Mountain Society è stato dato dalla conferenza del 1974 sullo sviluppo dell'ambiente montano, convocata dall'Agenzia tedesca di cooperazione tecnica (GTZ) a Monaco di Baviera. I partecipanti, tra cui John Cool, Frank Davidson, Klaus Lampe, A.D.Moddie, Joseph Stein, B.B. Vohra e J.D. Ives, conclusero che c'era bisogno di un'organizzazione che collegasse ricercatori e istituzioni della montagna e anche di una rivista incentrata sulla ricerca in montagna. Questi punti sono emersi di nuovo in un workshop del 1976 tenutosi a Cambridge in Massachusetts. Al momento della sua costituzione a Boulder, gli esponenti dell'International Mountain Society erano:
- Presidente: Jack D. Ives, Università del Colorado a Boulder, USA
- Vicepresidente: Corneille Jest, Centre national de la recherche scientifique, Parigi, Francia.
- Vicepresidente: Heinz Loeffler, Università di Vienna, Vienna, Austria.
- Segretario: Roger G. Barry, Università del Colorado a Boulder, USA
- Tesoriere: Misha Plam, Università del Colorado a Boulder, USA

## Risultati
Il prodotto principale dell'International Mountain Society è la rivista peer-review trimestrale Mountain Research and Development. Le politiche editoriali sottolineano la necessità di accelerare la ricerca internazionale interdisciplinare, sia pura che applicata. I membri fondatori dei comitati editoriali e consultivi erano internazionali, in rappresentanza di sedici nazioni, e si è prestata particolare attenzione a facilitare la pubblicazione in inglese dei manoscritti presentati in qualsiasi lingua. La Mountain Research and Development è stata curata da Jack Ives e Pauline Ives, Jack Ives è stato anche presidente dell'International Mountain Society fino al 2000, quando sia la rivista che l'organizzazione sono state trasferite all'Università di Berna in Svizzera, dove gli è succeduto Hans Hürni. La Mountain Research and Development è stata in grado di garantire la pubblicazione in tutto il mondo di un'ampia gamma di risultati della ricerca in montagna. Servendo da collegamento tra molte istituzioni internazionali, università e ONG, in collaborazione con Maurice Frederick Strong, segretario generale della conferenza sull'ambiente e lo sviluppo delle Nazioni Unite (UNCED) del 1992, noto anche come Rio de Janeiro Earth Summit, l'International Mountain Society ha contribuito all'adozione del capitolo 13: Montagne o Agenda 21 del piano d'azione di Rio. Questo, a sua volta, ha portato alla designazione delle Nazioni Unite del 2002 come Anno Internazionale della Montagna e dell'11 dicembre come Giornata Internazionale della Montagna.